# 杉原千畝
杉原千畝（日语：／ Sugihara Chiune，1900年1月1日—1986年7月31日），日本岐阜縣武儀郡上有知町（今岐阜縣美濃市）人，1924年至1946年期間任職日本外務省的外交官員。
第二次世界大戰期間，他任職大日本帝國駐立陶宛代領事，期間發放了過境簽證（被稱爲“救命簽證”或“杉原簽證”）給逃避納粹德國迫害的猶太人，拯救了逾6,000名猶太人，有“日本的辛德勒”之稱。

## 生平
1900年，他出生於岐阜県武儀郡上有知町一個稅務官的家庭。之後到愛知縣上學，然後轉移到朝鮮總督府管治下的朝鮮。
1918年，他考上東京早稻田大學高等師範部預科，但翌年離開了學校。

### 日俄協會學校時期
1919年（大正8年），他考上位於滿洲（今中國東北）的學校。10月，杉原進入日俄協會學校（今哈爾濱學院）就學，同年11月從早稻田大學中退後，以日本外務省公費留學生的身份派駐到哈爾濱，並開始學習俄語。
1920年，在朝鮮加入大日本帝國陸軍服務。
1924年，以秘書的身份為日本外務省聘用，擔任日俄協會學校和日本駐哈爾濱大使館的副翻譯官等。也曾於「滿洲國外交部」工作，並派駐於臚濱、哈爾濱、莫斯科、赫爾辛基等地。在派驻满洲期间，杉原于俄罗斯正教会受洗，圣名帕夫罗·谢尔盖耶维奇；杉原於同年与一白俄女子结婚，但於1935年离婚。

### 滿洲國外交部時期
1932年，任滿洲國外交部外交官。但卻於1935年憤而辭去滿洲國外交官一職。其後杉原的夫人幸子道出他辭職的原因為，他相當不滿且憤怒日本關東軍在中國的暴行，他說：
|  | 日本人對於中國人的行為是相當殘酷且不人道的，完全沒有將中國人視同為人類，對此暴行我忍無可忍。 |

### 二戰時期
1939年，他奉派到新設的駐立陶宛攷納斯領事館。在這之前，隨著納粹德國對猶太人迫害加劇，很多猶太人逃往遠東地區的難民人數大量增加，對此，當時作爲外務大臣的近衛文麿於1938年10月7日向駐外使領館發出如下指示：
陸海軍及内務各省ト協議ノ結果、獨逸及伊太利ニ於テ排斥ヲ受ケ外國ニ避難スル者ヲ我國ニ許容スルコトハ、大局上面白カラサルノミナラス現在事變下ノ我國ニ於テハ是等避難民ヲ收容スルノ餘地ナキ實情ナルニ付、今後ハ此ノ種避難民（外部ニ對シテハ單ニ『避難民』ノ名義トスルコト、實際ハ猶太人避難民ヲ意味ス）ノ本邦内地竝ニ各殖民地ヘノ入國ハ好マシカラス（但シ、通過ハ此ノ限ニ在ラス）トノコトニ意見ノ一致ヲ見タ。
譯文：根據與陸海軍及内務部各省協商結果，達成如下意見：我國接受因受德國、意大利的排斥大量難民在大局上不合適宜，目前處於與中國交戰中的我國也無力收容這些難民。因此原則上不同意這類難民（對外稱“難民”，實則是猶太難民）入境我國及所屬的各殖民地（但是過境者除外）。

當時，日本表面上與納粹德國的反猶政策保持距離，但實際上，這份電報要求各駐外使領館自行嚴格把關，杜絕猶太難民的入境申請。
杉原千畝到任之後，逃離納粹德國占領下的猶太難民越來越多，他們紛紛來到各國駐立陶宛領事館申請簽證。當時，日本在立陶宛設置領事館的主要目的在於搜集有關東歐和蘇聯與德國之間的情報，而對突如其來的大量難民措手不及。杉原千畝在日記中寫道：“我忘不了1940年7月18日那天早晨。大約是6點前，突然聽到窗外喧鬧的人聲，隨著人群越聚越多，喧鬧聲也越來越大。我透過窗簾向外望去，一大群衣衫不整，表情各異的男女老少擁擠在領事館柵欄外，他們的目光投向這裏，眼神裏充滿了訴求”
對猶太人遭受迫害慘況非常瞭解的杉原千畝，向外務省請求給予這些難民爲期50天滯留的過境簽證（50天當中，包括過境蘇聯20天，日本停留30天）。但外務省的回復是：只允許發給最終目的國簽證手續齊備，并且能夠支付差旅費和在日本生活費用申請人。而很多難民無法達到這個條件。
面對著大量難民前來申請簽證以逃離屠殺，他只好問妻子杉原幸子：“我打算利用領事館的權限盡量給他們多發放簽證，你看怎麽樣？”杉原幸子鼓勵丈夫，并説：“雖然這樣做不知後果如何，你就這樣做吧”。此時的杉原幸子腦海中閃現出《聖經》中（耶利米哀歌2:19）的“你的孩童在街頭上因飢餓而暈倒，你要為他們的性命向主禱告”這段經文。在妻子的鼓勵下，杉原千畝以“從人道主義角度出發無法予以拒絕”為由，沒有核查申請者是否符合外務省要求的條件，而是將簽證一律發放給了前來申請的難民。在他簽發給猶太難民簽證的人們當中，有一個後來成爲以色列建國之後的政治家，《以色列獨立宣言》簽署人之一的澤拉赫·瓦哈夫提格。
杉原千畝簽發的是過境簽證，因此簽證申請人的護照上必須有最終目的地國的簽證，當時在立陶宛的荷蘭領事館官員賈恩·兹瓦滕代克（1896～1976）（1997年被以色列追授為“國際義人”）與杉原千畝同樣積極地營救猶太人。當時前去荷蘭海外殖民地庫拉索、蘇里南等地，只要當事人的護照上有：“進入蘇里南、庫拉索和其他荷蘭在美洲的屬地的外國人不需要入境簽證”這段荷蘭使領館的許可注明，即可前往。不過，這個許可屬於荷蘭殖民地總督的特權，沒有總督的同意，一般荷蘭外交官員無權擅自使用它。但是兹瓦滕代克爲了盡量多地營救猶太人，越權為難民簽發了這個特別許可。杉原千畝也知道這個前往南美洲荷屬殖民地的簽注證明不屬於正規簽證，但爲了使猶太難民能夠離開立陶宛，他利用外務省允許難民過境日本的這項規定，在荷蘭領事館的簽注注明之上，簽發了過境簽證。
當時的簽證簽發作業都是手工書寫，杉原千畝每天要處理大量簽證，爲此鋼筆搞壞了好幾隻。除了發放大量簽證，還要處理收集蘇聯方面的相關情報，他本人也累倒在床上，不得不讓夫人幫忙按摩。
二戰爆發之後，蘇聯根據《蘇德條約》於1940年6月出兵波羅的海三國，立陶宛被并入蘇聯。隨後，蘇聯要求各國關閉這些國家的外交使領館，於是日本外務省決定於8月29日關閉攷納斯領事館。爲此，除了處理銷毀大量文件之外，杉原千畝還繼續加班加點地為猶太人加發簽證，以使盡量多的猶太人離開立陶宛。領事館辦公地點關閉之後，從8月29日至9月4日在立陶宛最後滯留數天期間，他和家人移轉到市内的“都市酒店”（Metropolis Hotel）（如今依然作爲酒店運營）。由於領事館印章都已打包，無法發放簽證。於是杉原千畝改發旅行證件以替代簽證，這項作業直至他登上離開攷納斯的火車上，在車站月臺仍然有大量的難民將護照從窗口上遞進來，他也繼續不停地在火車上爲這些難民發放旅行證件直至火車離開。
然而，并非所有拿到“救命簽證”的人都順利離開立陶宛。當時蘇聯外匯緊缺，火車票要求用美元支付（當時的票價為160美元），蘇聯鐵路官員對猶太難民的票價提高了2倍，藉機中飽私囊。再加上因爲戰爭，銀行業務停滯，很多人付不出錢來。因此，有些難民未能及時離開立陶宛。蘇德戰爭爆發之後，德國占領了立陶宛，這些滯留的猶太人又落入了納粹別動隊之手，很多人死於大屠殺。
攷納斯領事館關閉之後，杉原千畝被調任到柯尼斯堡、布拉格領事館，1941年，杉原千畝又被調任到羅馬尼亞的布加勒斯特使領館任職直至戰爭結束。他所簽發的簽證都是在立陶宛攷納斯領事館期間完成的。

#### 難民抵達日本前後
由於戰爭原因，地中海的海上交通受阻，猶太難民逃往遠東的唯一通道是通過西伯利亞鐵路抵達海參崴，然後乘船進入日本。1940年7月，第一批來自德國及其他國家的猶太難民從日本敦賀港入境，10月，持有“杉原簽證”的來自立陶宛的波蘭猶太難民開始入境，這個人數到了1941年1月至3月迅速激增，其中波蘭猶太人為2000多人。持有其他第三國簽證的難民在短時間内離開了日本，而那些持有荷屬殖民地入境注明的難民們，在獲得其他國家的入境簽證之前，他們不得不滯留在日本長達6個月。這些難民們幾乎身無分文，他們的衣食住都要依靠美國猶太人聯合救濟委員會的救濟。爲此外務省不再將荷屬殖民地入境注明視爲有效簽證，而必須是其他國家有效簽證，於是外務省向日本駐海參崴領事館發出了如下指令：
「本邦在外官憲カ歐洲避難民ニ與ヘタル通過査證ハ全部貴館又ハ在蘇大使館ニ於テ再檢討ノ上行先國ノ入國手續ノ完全ナル事ノ確認ヲ提出セシメ右完全ナル者ニ檢印ヲ施ス事」

譯文：對持有日本外交官員簽發過境簽證的歐洲難民，經與貴舘以及日本駐蘇聯大使館的再次溝通，兹決定對出示最終目的國的完備入境手續、並確認無誤的過境簽證持有者才予以放行。

這條指令無異於宣佈那些標注前往荷屬南美洲殖民地的“杉原簽證”持有者不得入境日本。當時駐海參崴總領事的根井三郎與杉原千畝曾是哈爾濱留學時代的同窗，他也非常同情猶太人的遭遇。爲此，他於1941年3月30日向外務省發出了如下電文，以表示抗議。
「避難民ハ一旦當地ニ到着セル上ハ、事實上再ヒ引返スヲ得サル實情アル爲（・・・）帝國領事ノ査證ヲ有スル者ニテ遙々當地ニ辿リ着キ、單に第三國ノ査證カ中南米行トナル居ルトノ理由ニテ、一率檢印ヲ拒否スルハ帝國在外公館査證ノ威信ヨリ見ルモ面白カラス」
譯文：逃難的人們已經來到了這裏，實則有無法再令其返回的不得已之理由。這些人持日本領事館發出的簽證千里迢迢來到了此地，卻因爲前往中南美的原因而一律不許入境，將會有損我大日本帝國駐外公使館官方簽證之信譽，此舉甚爲欠妥。

這樣的電文來往五次之多，最終，在根井三郎的努力之下，本來僅發給漁業相關者前往日本的登船許可，也發給了這些難民。到了1941年9月，來自波蘭猶太2111人名難民最終分別前往中國上海（860人）、美國（532人）、巴勒斯坦及加拿大（各186人）、澳洲（81人）、南非（59人）以及其他地區（207人）。“杉原簽證”之所以能成爲“救命簽證”，這是前有荷蘭駐立陶宛外交官兹瓦滕代克的合作，後有駐海參崴日本總領事根井三郎對外務省的抗命，沒有他們兩個人的配合，杉原千畝營救猶太人的願望也無法實現。根據“美國猶太人聯合救濟委員會”的1941年年度報告，從1940年7月1日開始猶太難民入境日本之後，難民們陸續轉移到其他地區，剩餘的1300難民於1941年9月被安排前往上海。由於杉原千畝無視外務省關於嚴格控制對猶太難民簽發過境簽證的命令，日本外務省認爲他是麻煩的始作俑者，因而與他產生了積怨。

### 戰後
1945年5月二戰結束後，杉原千畝和家人被蘇聯軍方拘押在布加勒斯特日本公使館，直至1947年4月才回到日本。杉原千畝返回日本之後，定居於神奈川縣藤澤市。在他回國前一年的1946年6月7日外務省就向他發出了解職通告，爲此，他一時靠著經營雜貨店爲生。他的第三個兒子回國後不久因白血病去世，最小的男孩在這之後出生。
在戰後的最初幾年，杉原千畝爲了生計輾轉於各個職場，分別在盟軍駐日本基地販賣部、美國貿易商會、三輝貿易、尼古拉學院、NHK國際局任職。1948年被日本參議院事務局錄用，1949年2月至10月在參議院資料課擔任主事。由於他精通俄語，1960年在川上貿易商社駐莫斯科代表處任職。1969年又轉職到蝶理商社，1971年擔任蝶理商社駐莫斯科代表処所長。1978年杉原千畝從國際交易莫斯科分公司正式退休回到日本。1980年在神奈川県鎌倉市定居下來。

#### 與以色列的交往

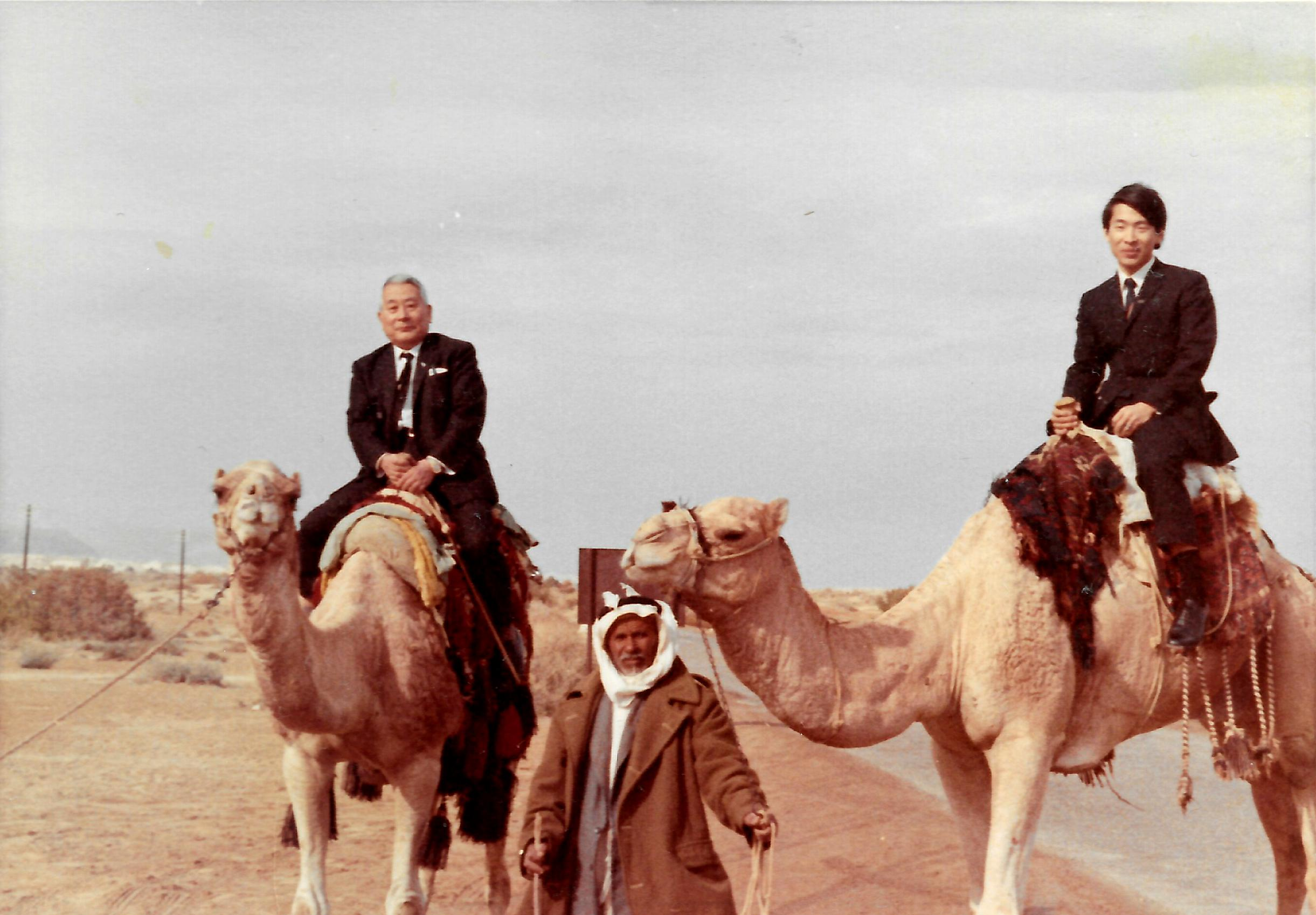
1969年12月杉原千畝到訪以色列，當時他的小兒子杉原伸生（右）正在以色列留學

1968年，以色列駐日本大使館參事官約書亞·尼西里（Joshua Nishri）通過多方渠道，聯係到了杉原千畝本人，而他本人就是當年獲得“救命簽證”者之一。杉原千畝後來回憶到：“當兩人見面時，約書亞·尼西里拿著一本蓋有杉原簽發簽證的老舊護照，眼含熱淚地說：‘杉原先生，我們從來沒有忘記您’。他才驚訝地得知，來自世界各地的倖存者多年來一直在尋找他。”。由於這次他和約書亞·尼西里的會面，日本外務省就盛傳他從猶太人那裏撈取金錢利益的流言蜚語，直到2000年外務大臣河野洋平爲此公開道歉，他的名譽才得以恢復。
1969年12月，杉原千畝到訪以色列，與29年前被他救助的澤拉赫·瓦哈夫提格重逢。在這次重逢之後，澤拉赫·瓦哈夫提格不遺餘力地為杉原千畝爭取獲得“國際義人”的榮譽獎項。1998年5月25日，澤拉赫·瓦哈夫提格在接受媒體采訪時談到：“通過這次見面，我才得知他是在沒有得到日本政府允許的情況下擅自做主爲我們發放簽證，而且居然我們還能再次見面，真是出乎我們的預料。我對杉原千畝被免除公職感到不解，日本政府對這樣一個傑出的人物不做任何表彰實在是説不過去。很多人都支持杉原千畝，我在20年前就表示，日本政府應該正式為他恢復名譽。可日本政府卻無動於衷，實在是令人遺憾。”
- 2016年8月，以色列内坦亞將一條街道命名爲“杉原街”[17]。
- 2021年10月11日，耶路撒冷的一個廣場命名爲“杉原千畝廣場”，杉原千畝的小兒子杉原伸生（現任“杉原千畝記念財団”名譽顧問）[18]也親臨到場[19]。

#### 榮獲“國際義人”獎章
1984年10月4日，以色列政府為杉原千畝頒發了“國際義人”榮譽獎，以表彰他的行為。當時以色列政府邀請他前往以色列領獎，但杉原千畝因病重無法遠行，遂由其妻與子代為前往以色列受獎。1985年，即德國入侵立陶宛的45年後，有些人詢問當年杉原千畝將簽證發給猶太人的原因。杉原千畝表示是因為那些難民也是人，而他們需要幫助。
|  | 你希望知道我的動機，是嗎？其實那是一種任何人在與難民面對面，看著他們眼淚盈眶地哀求時會產生的情操。你會忍不住同情他們。那些難民當中不乏長者和婦女，他們是那麼的絕望，他們甚至絕望地想要親吻我的鞋子懇求。是的，我確實親眼目睹這樣的畫面。同時在當下我感覺到，日本政府在東京並沒有一致的意見，有些日軍領導是畏懼於納粹給予的壓力，然而內務省內部卻是矛盾的。 東京的人民沒有團結在一起，而我覺得為此和他們打交道顯得十分愚蠢，因此我決定不要等候國內的回應。我確信將來會有人抱怨我的行為，但我認為這是正確且應該做的事，救人命不會是件錯事……在人性、仁慈博愛、善鄰友好的精神下，我冒險做了這件事，面對這些最艱難的狀況—但也正因為如此，我帶著雙倍的勇氣往前。 |

#### 離世
1986年7月31日，杉原千畝因心臟病在鎌倉的醫院逝世，享壽86歲。雖然他在以色列及國外都享有公開稱譽，他在日本國內卻始終保持低調。直到包括以色列駐日大使等來自世界各地，人數眾多的猶太人代表團出現在他的喪禮上，他的鄰居才知道他當年的事蹟。

## 後世緬懷
- 杉原千畝曾經在立陶宛攷納斯領事館工作期間使用過的建築房屋如今成爲了紀念館（Sugihara House），紀念館裏展有他的照片和文物[21]。
- 2000年，杉原的故鄉岐阜縣加茂郡八百津町開設了“杉原千畝紀念館（英语：Chiune Sugihara Memorial Hall）”，除了陳列一些當年的歷史文件之外，還按照當年攷納斯領事館辦公室的樣式進行了複製再現[22][23]。
- 2000年10月，日本外務省於外交資料館設立紀念碑，揭幕儀式上，河野洋平外務大臣稱讚杉原為「具有勇氣做出人道行為的外交官」，並為杉原千畝長期以來受到外務省的不公對待向杉原千畝的親屬表示道歉[24]。
- 2000年12月19日，由國際天文聯會監督，史密松天體物理臺負責運營的小行星中心將第25893的行星命名爲“杉原”，詳見：“小行星排列表”。
- 2001年，日本向維爾紐斯贈送了200株櫻花樹，這些櫻花樹栽培在一個公園内，這個公園被命名爲“杉原千畝櫻花公園”[25]

- 2019年7月29日，臺灣、日本、德國、以色列、拉脫維亞、英國、愛爾蘭、冰島、加拿大的Google更改“Google doodle”，以紀念杉原千畝[26]。

### 影視作品
- 1997年，以杉原千畝的事蹟為題材的美國電影《外交官的抉擇（英语：Visas and Virtue）》上映，由日裔美國演員克里斯·田島（英语：Chris Tashima）飾演杉原。
- 2000年8月6日，羅伯特·柯克（Robert Kirk）制作了《杉原：善良的陰謀》（Sugihara: Conspiracy of Kindness）的紀錄片[27]并在PBS電視臺播出。
- 2005年10月，由反町隆史飾演杉原千畝的電視劇《日本的辛德勒—杉原千畝的故事：來自日本的救命簽證》（日本のシンドラー杉原千畝物語・六千人の命のビザ），在日本電視台播出[28]。
- 2015年，東寶電影公司則製作了同名電影《杉原千畝》，由唐澤壽明飾演杉原千畝。

## 關於獲救的猶太人數
關於因“杉原簽證”而最終獲救的人數，通常的説法為6000人。但是2023年2月在莫斯科舉辦的相關座談會上，從事研究大屠殺歷史的莫斯科國立大學伊利亞·阿爾托曼教授提出了不同看法。他認爲這個數字有些誇大，他根據西伯利亞鐵路歷史文獻資料，得出的結論是，獲救的猶太人數應該爲2500多人。除此之外，日本學者菅野賢治則認爲獲救的人數應該為1800人。

### 引用
1. ↑  Watanabe, Katsumasa. . 東京: Taisyo出版社. 2000. ISBN 4811703073. OCLC 30712518 （日语）.
2. ↑  .   [2025-06-04]. （原始内容存档于2023-06-27）.
3. ↑  渡辺勝正『決断・命のビザ』P.295.大正出版、1996年
4. ↑  渡辺勝正『決断・命のビザ』P.300.大正出版、1996年
5. ↑  杉原幸子『六千人の命のビザ』P.40 大正出版、1993年
6. ↑  .   [2025-06-03]. （原始内容存档于2025-06-03）.
7. ↑  .   [2025-06-03]. （原始内容存档于2025-06-03）.
8. ↑  [杉原幸子『六千人の命のビザ』（新版）大正出版、1993年]
9. ↑  .   [2025-06-04]. （原始内容存档于2023-04-06）.
10. ↑  阪東宏『日本のユダヤ人政策1931-1945 外交史料館文書「ユダヤ人問題」から』未来社、2002年5月
11. ↑  阪東宏『日本のユダヤ人政策1931-1945 外交史料館文書「ユダヤ人問題」から』未来社、2002年5月
12. ↑   (PDF).   [2025-06-11]. （原始内容存档 (PDF)于2025-01-19）.
13. ↑   (PDF).   [2025-06-05]. （原始内容存档 (PDF)于2023-04-06）.
14. ↑  旧ニコライ学院 （東京復活大聖堂附属図書館）
15. ↑  .   [2025-06-03]. （原始内容存档于2025-06-03）.
16. ↑  渡辺勝正『真相・杉原ビザ』P.40-41 大正出版、2000年
17. ↑  .   [2025-06-03]. （原始内容存档于2025-06-03）.
18. ↑  .   [2025-06-03]. （原始内容存档于2025-04-23）.
19. ↑  .   [2025-06-03]. （原始内容存档于2025-06-03）.
20. ↑  .   [2025-05-22]. （原始内容存档于2025-04-20）.
21. ↑  .   [2025-06-10]. （原始内容存档于2025-06-10）.
22. ↑  .   [2025-06-02]. （原始内容存档于2025-06-02）.
23. ↑  “日本のシンドラー”杉原千畝の功績
24. ↑  .   [2025年6月4日]. （原始内容存档于2024年4月17日）.
25. ↑  .   [2025-06-03]. （原始内容存档于2025-06-03）.
26. ↑  .   [2019-07-29]. （原始内容存档于2021-02-09）.
27. ↑  Seattle網站
28. ↑  YouTube頻道
29. ↑  .   [2025-06-04]. （原始内容存档于2023-03-14）.
30. ↑  菅野賢治『「命のヴィザ」言説の虚構 リトアニアのユダヤ難民に何があったのか？』共和国、2021年

### 來源
- Yukiko Sugihara, Visas for Life, translated by Hiroki Sugihara, San Francisco, Edu-Comm, 1995.
- Amleto Vespa, Secret Agent of Japan : A Handbook to Japanese Imperialism, London, Victor Gollancz, 1938.
- Herman Dicker, Wanderers and Settlers in the Far East, New York, Twayne Publishers, 1962.
- Abraham Kotsuji, From Tokyo to Jerusalem, Torath HaAdam Institute, 1975.
- David Kranzler, Japanese, Nazis and Jews, Hoboken, NJ, Ktav Publishing House, 1976.
- John J. Stephan, The Russian Fascists. Tragedy and Farce in Exile, 1925-1945, London, Hamish Hamilton, 1978.
- Beth Hatefutsoth, Passage Through China : The Jewish Communities of Harbin, Tientsin and Shanghai, Tel Aviv, The Nahum Goldmann Museum of the Jewish Diaspora, 1986.
- Samuil Manski, With God's Help （页面存档备份，存于）, Northwestern University, 1990.
- Solly Ganor, Light One Candle. A Survivor’s Tale from Lithuania to Jerusalem, New York, Kodansha International, 1995.
- Eric Saul, Visas for Life : The Remarkable Story of Chiune & Yukiko Sugihara and the Rescue of Thousands of Jews, San Francisco, Holocaust Oral History Project, 1995.
- George Passelecq & Bernard Suchecky, L'Encyclique cachée de Pie XI. Une occasion manquée de l'Église face à l'antisémitisme, Paris, La Découverte, 1995.
- David S. Wyman (ed.), The World reacts to the Holocaust, Baltimore & London, The Johns Hopkins University Press, 1996.
- Yaacov Liberman, My China : Jewishi Life in the Orienr 1900-1950, Jerusalem, Gefen Books, 1998.
- Pamela Rotner Sakamoto, Japanese Diplomats and Jewish Refugees, Westport, CT, Praeger Pnblishers, 1998.
- John Cornwell, Hitler's Pope. The Secret History of Pius XII, New York, Viking, 1999.
- Alison Leslie Gold, A Special Fate. Chiune Sugihara, New York, Scholastic, 2000.
- Astrid Freyeisen, Shanghai und die Politik des Dritten Reiches, Wurzburg, Verlag Königshausen & Neumann, 2000.
- Dom Lee & Ken Mochizuki, Passage to Freedom. The Sugihara Story, New York, Lee & Low Books, 2003.
- David Alvarez & Robert A. Graham, Nothing sacred. Nazi Espionage against the Vatican 1939-1945, London, Frank Cass, 2003.
- Vincas Bartusevičius , Joachim Tauber u. Wolfram Wette, Holocaust in Litauen. Krieg, Judenmorde und Kollaboration im Jahre 1941, Wien, Böhlau Verlag, 2003.
- Alvydas Nikzentaitis, The Vanished World of Lithuanian Jews, Amsterdam, Editions Rodopi B.V. , 2004.
- Carl L. Steinhouse, Righteous and Courageous, Bloomington, Indiana, AuthorHouse, 2004.
- Samuel Iwry, To Wear the Dust of War: From Bialystok to Shanghai to the Promised Land ; An Oral History, London, Palgrave Macmillan, 2004.
- Tessa Stirling, Daria Nałęcz & Tadeusz Dubicki, Intelligence Co-operation between Poland and Great Britain during World War II, vol.1, London, Vallentine Mitchell, 2005.
- Walter Schellenberg, The Memoirs of Hitler's Spymaster, London, André Deutsch, 2006.
- Mordecai Paldiel, Diplomat heros of the Holocaust, KTAV Publishing House, NJ, 2007.
- Alfred Erich Senn, Lithuania 1940 : Revolution from above, Amsterdam, Editions Rodopi B.V., 2007.
- Martin Kaneko, Die Judenpolitik der japanischen Kriegsregierung, Berlin, Metropol Verlag, 2008.
- Reinhard R. Deorries, Hitler’s Intelligent Chief, New York, Enigma Books, 2009.
- Michaël Prazan, Einsatzgruppen, Paris, Ed du Seuil, 2010.
- Miriam Bistrović, Anitisemitismus und Philosemitismus in Japan, Essen, Klartext Verlagsges, 2011.
- J.W.M. Chapman, The Polish Connection: Japan, Poland and the Axis Alliance. Proceedings of the British Association for Japanese Studies, v. 2, 1977.
- Teresa Watanabe, “Japan's Schindler also saved thouands Archive.today的存檔，存档日期2012-12-05”, Los Angels Times, March 20, 1994.
- Dina Porat, “The Holocaust in Lithuania: Some Unique Aspects”, in David Cesarani （ed.）,The Final Solution : Origins and Implementation, London, Routledge, 1994, pp.159-175.
- J.W.M. Chapman, “Japan in Poland's Secret Neighbourhood War （页面存档备份，存于）” in Japan Forum No.2, 1995.
- Ewa Pałasz-Rutkowska & Andrzej T. Romer, “Polish-Japanese co-operation during World War II （页面存档备份，存于） ” in Japan Forum No.7, 1995.
- Takesato Watanabe, “The Revisionist Fallacy in The Japanese Media1-Case Studies of Denial of Nazi Gas Chambers and NHK's Report on Japanese & Jews Relations”in Social Scienes Review, Doshisha University, No.59,1999.
- Sabine Breuillard, “L'Affaire Kaspé revisitée （页面存档备份，存于）” in Revues des études slaves, vol.73, 2001, pp.337-372.
- Gerhard Krebs, Die Juden und der Ferne Osten, NOAG 175-176, 2004.
- Gerhard Krebs, “The Jewish Problem in Japanese-German Relations 1933-1945” in Bruce Reynolds (ed.), Japan in Fascist Era, New York, 2004.
- Jonathan Goldstein, “The Case of Jan Zwartendijk in Lithuania, 1940” in Deffry M. Diefendorf (ed.), New Currents in Holocaust Reseach, Lessons and Legacies, vol.VI, Northwestern University Press, 2004.
- Hideko Mitsui, “Longing for the Other : traitors’ cosmopolitanism （页面存档备份，存于）” in Social Anthropology, Vol 18, Issue 4, November 2010, European Association of Social Anthropologists.
- “Lithuania at the beginning of WWII”
- George Johnstone, “Japan's Sugihara came to Jews' rescue during WWII Archive.today的存檔，存档日期2012-12-05” in Investor's Business Daily, 8 December 2011.

## 外部連結
- 杉原千畝 （页面存档备份，存于） - 以色列猶太大屠殺紀念館 （英文）
- Chiune Sugihara Centennial Celebration （页面存档备份，存于）
- Jewish Virtual Library （页面存档备份，存于）：Chiune and Yukiko Sugihara
- The Sugihara Project
- Visas for Life Foundation
- Immortal Chaplains Foundation Prize for Humanity 2000 (awarded to Sugihara in 2000)
- Polish-Japanese Secret Cooperation During World War II: Sugihara Chiune and Polish Intelligence，by Dr. Ewa Palasz-Rutkowska
- The Jews and the Far East by Gerhard Krebs (in German)
- Explanation of pseudonym （页面存档备份，存于）
- Rescuers during the Holocaust Bibliography
- Foreign Ministry says no disciplinary action for 'Japan's Schindler'
- Foreign Ministry honors Chiune Sugihara by setting his Commemorative Plaque （页面存档备份，存于） (Oct. 10, 2000)
- Chiune's second son Chiaki's site
- Japanese recognition of countryman Archive.today的存檔，存档日期2012-09-15
- 岐阜縣 杉原千畝記念館
- United States Holocaust Memorial Museum - Online Exhibition （页面存档备份，存于） Chiune (Sempo) Sugihara （页面存档备份，存于）
- 緯來日本台 （页面存档备份，存于） 《日本的辛德勒—杉原千畝的故事：來自日本的救命簽證》中文官網
- "He who saves one life, saves the entire world." （页面存档备份，存于）